# NGC 3606
NGC 3606 (другие обозначения — ESO 377-32, MCG -5-27-4, AM 1113-333, PGC 34378) — эллиптическая пекулярная галактика (E) в созвездии Гидра. Открыта Джоном Гершелем в 1835 году. NGC 3606 – молодое скопление звезд, содержащее звезды Вольфа — Райе. В нем была измерена начальная функция масс на более чем восьмистах звездах.
Этот объект входит в число перечисленных в оригинальной редакции «Нового общего каталога».